# National Weather Service

Mappa dei Weather Forecast Offices (WFO)

Il National Weather Service (NWS) è l'agenzia governativa statunitense che si occupa delle previsioni meteorologiche. Fondata nel 1890 come United States Weather Bureau, ha adottato il nome corrente nel 1970.